# Malta i olympiska sommarspelen 1960
Malta deltog med 10 deltagare vid de olympiska sommarspelen 1960 i Rom.